# Dimitrios Daras
Dimitrios Daras (griechisch Δημήτριος Δάρας, * 21. April 1956) ist ein ehemaliger griechischer Fußballspieler.

## Laufbahn
Daras, der aus der Jugend von AEK Athen stammte, kam in den 1970ern als Student nach Deutschland, wo er zunächst für Olympiakos Bremen, später für die Amateure von Werder Bremen spielte. Ehe Daras 1979 zum SV Atlas Delmenhorst in die Bremen vorgelagerte Kleinstadt wechselte, war er in der Bundesliga viermal eingesetzt worden. Im Folgejahr verpflichtete ihn Holstein Kiel in die 2. Bundesliga Nord. Obschon Daras nur wenige Wochen nach dem Transfer am 13. September 1980 bei der 6:0-Auswärtsniederlage bei Rot-Weiss Essen in der 90. Minute eine Rote Karte erhielt, erlebte er in Kiel seine erfolgreichste Saison mit 29 gespielten Partien, in denen ihm sechs Tore gelangen. Dennoch verließ er auch diesen Verein bereits nach nur einer Spielzeit und trat anschließend für den Ligakonkurrenten Union Solingen an. Nach einer Saison im Bergischen Land wechselte Daras 1982 zurück nach Griechenland, wo er für Apollon Athen spielte.